# دی هاویلند دی‌اچ.۱۸
دی هاویلند دی‌اچ. ۱۸ (به انگلیسی: De_Havilland_DH.18) یک هواگرد ملخ‌پیشین تک‌موتوره از نوع مسافربری ساخت شرکت Airco است. هواگرد دی‌هاویلند دی‌اچ. ۱۸ نخستین پروازش را در ۸ آوریل ۱۹۲۰ میلادی انجام داد. این هواگرد در سال ۱۹۲۰ میلادی رسماً معرفی گردید و در سال‌های ۱۹۱۹–۱۹۲۱ تولید شده‌است. در مجموع، تعداد ۶ فروند از این هواگرد ساخته شده‌است.
طراح این هواگرد، جفری د هویلند بود.